# Liste der Einträge im National Register of Historic Places im Fayette County (Alabama)
Die Liste der Registered Historic Places im Fayette County in Alabama führt alle Bauwerke und historischen Stätten im Fayette County auf, die in das National Register of Historic Places aufgenommen wurden.

## Aktuelle Einträge
| Lfd. Nr. | Name                               | Bild | Datum der Eintragung | Adresse/Lage                                                                              | Ort     | ID-Nr.   | Beschreibung |
| -------- | ---------------------------------- | ---- | -------------------- | ----------------------------------------------------------------------------------------- | ------- | -------- | ------------ |
| 1        | Edward Rose House                  |      | 22. Aug. 1995        | 325 2nd Ave., NW.                                                                         | Fayette | 95001020 |              |
| 2        | Fayette County Courthouse District |      | 30. Apr. 1976        | Gebiet grob begrenzt durch Peyton und Caine St. sowie Luxapalilla St. und der Bahnstrecke | Fayette | 76000326 |              |
| 3        | John Clifford Grimsley House       |      | 3. Aug. 2018         | 432 10th St.                                                                              | Fayette | 16000834 |              |